# Elytracanthina
Elytracanthina är ett släkte av skalbaggar. Elytracanthina ingår i familjen långhorningar.
Kladogram enligt Catalogue of Life:
| Elytracanthina | \| \| Elytracanthina propinqua \| \| \| \| \| \| Elytracanthina pugionata \| \| \| \| |
|                | \| \| Elytracanthina propinqua \| \| \| \| \| \| Elytracanthina pugionata \| \| \| \| |
|                | Elytracanthina propinqua                                                              |
|                |                                                                                       |
|                | Elytracanthina pugionata                                                              |
|                |                                                                                       |